# ناحیه هیز، شهرستان شارلوا، میشیگان
ناحیه هیز (به انگلیسی: Hayes Township) یک منطقهٔ مسکونی در ایالات متحده آمریکا است که در شهرستان شارلووی، میشیگان واقع شده‌است.
 ناحیه هیز ۱۱۱٫۸ کیلومتر مربع مساحت و ۱٬۹۱۹ نفر جمعیت دارد و ۲۳۲ متر بالاتر از سطح دریا واقع شده‌است.